# العلاقات التشادية الفيتنامية
العلاقات التشادية الفيتنامية هي العلاقات الثنائية التي تجمع بين تشاد وفيتنام.

## مقارنة بين البلدين
هذه مقارنة عامة ومرجعية للدولتين:
| وجه المقارنة                                              | تشاد                      | فيتنام           |
| --------------------------------------------------------- | ------------------------- | ---------------- |
| المساحة (كم2)                                             | 1.28 مليون                | 331.69 ألف       |
| عدد السكان (نسمة)                                         | 15.23 مليون               | 94.66 مليون      |
| الكثافة السكانية (ن./كم²)                                 | 11.9                      | 285.39           |
| العاصمة                                                   | انجمينا                   | هانوي            |
| اللغة الرسمية                                             | لغة فرنسية، اللغة العربية | اللغة الفيتنامية |
| العملة                                                    | فرنك وسط أفريقي           | دونغ فيتنامي     |
| الناتج المحلي الإجمالي (بليون دولار)                      | 9.98 مليار                | 234.19 مليار     |
| الناتج المحلي الإجمالي (تعادل القوة الشرائية) بليون دولار | 30.54 مليار               | 553.42 مليار     |
| الناتج المحلي الإجمالي الاسمي للفرد دولار أمريكي          | 775                       | 2.48 ألف         |
| الناتج المحلي الإجمالي للفرد دولار أمريكي                 | 2.18 ألف                  | 5.63 ألف         |
| مؤشر التنمية البشرية                                      | 0.392                     | 0.666            |
| رمز المكالمات الدولي                                      | +235                      | +84              |
| رمز الإنترنت                                              | .td                       | .vn              |
| المنطقة الزمنية                                           | ت ع م+01:00               | ت ع م+07:00      |

## منظمات دولية مشتركة
يشترك البلدان في عضوية مجموعة من المنظمات الدولية، منها:
| علم المنظمة | اسم المنظمة                        | تاريخ انضمام تشاد | تاريخ انضمام فيتنام |
| ----------- | ---------------------------------- | ----------------- | ------------------- |
|             | وكالة ضمان الاستثمار متعدد الأطراف | 11 يونيو 2002     | 5 أكتوبر 1994       |
|             | منظمة الشرطة الجنائية الدولية      | ?                 | ?                   |
|             | منظمة حظر الأسلحة الكيميائية       | ?                 | ?                   |
|             | منظمة التجارة العالمية             | ?                 | 11 يناير 2007       |
|             | الأمم المتحدة                      | 20 سبتمبر 1960    | 20 سبتمبر 1977      |
|             | مؤسسة التمويل الدولية              | 2 أبريل 1998      | 4 أغسطس 1967        |
|             | يونسكو                             | 19 ديسمبر 1960    | 6 يوليو 1951        |
|             | مؤسسة التنمية الدولية              | 7 نوفمبر 1963     | 24 سبتمبر 1960      |
|             | البنك الدولي للإنشاء والتعمير      | 10 يوليو 1963     | 21 سبتمبر 1956      |
|             | الاتحاد البريدي العالمي            | ?                 | ?                   |
|             | الاتحاد الدولي للاتصالات           | 25 نوفمبر 1960    | 24 سبتمبر 1951      |

## وصلات خارجية
- موقع وزارة الخارجية الفيتنامية